# Psi Fornacis
Psi Fornacis (55 Fornacis) é uma estrela na direção da constelação de Fornax. Possui uma ascensão reta de 02h 53m 34.35s e uma declinação de −38° 26′ 13.5″. Sua magnitude aparente é igual a 5.93. Considerando sua distância de 194 anos-luz em relação à Terra, sua magnitude absoluta é igual a 2.06. Pertence à classe espectral F5V.